# Daniel Escoda i Villacorta
Daniel Escoda Villacorta (Barcelona, 2 de maig del 1970) és un advocat, jurista i professor universitari barceloní.
Actualment és professor associat de Dret a la Universitat CEU San Pablo.

## Biografia i trajectòria
Va néixer a Barcelona, però es va traslladar a Madrid. Va estudiar la llicenciatura en Dret a la Universitat Complutense de Madrid i la diplomatura en empresarials a la Universitat CEU San Pablo. Posteriorment va cursar un màster en Dret de la Unió Europea al Col·legi d'Europa de Bruges (Bèlgica), becat pel Ministeri d'Afers Estrangers d'Espanya. Membre del Col·legi de l'Advocacia de Madrid (ICAM), és advocat exercent des del 1995, especialitzat en Dret de la competència. Va exercir com a advocat a la Telefónica, en què va ser nomenat director jurídic de l'àrea de competència de la companyia.
És professor universitari de la Universitat CEU San Pablo, on imparteix docència en Dret de la competència, dret de la competència de la UE o dret corporatiu. També ha estat professor universitari a altres universitats com a la Universitat Complutense de Madrid (UCM), on és docent de dret digital i dret societari, a la Universitat Internacional Menéndez Pelayo (UIMP) oa la Universitat Politècnica de Madrid (UPM). Des del 2024 és professor associat de Dret a la Universitat CEU San Pablo.
És membre de l'Associació Espanyola per a la Defensa de la Competència (AEDC) i també de l'Associació Professional Espanyola de Privadesa (APEP). A més, és membre de la Junta Directiva de l'Associació Espanyola per a la Defensa de la Competència (AEDC) des del 2012 quan va ser elegit i reelegit el 2015. També col·labora amb la premsa escrita com a expert en dret de la competència en mitjans com El País.

## Publicacions
- Libertad y competencia en el mercado de la IA. Digital Journey. Madrid, 2024.[4]
- Prohibición del abuso de posición dominante: tipos de abuso. Bosch. Madrid, 2017.
- La normativa de competencia ante estrategias de empaquetamientos llevadas a cabo por operadores que disfrutan de una posición de dominio en el sector de las telecomunicaciones. Dykinson. Madrid, 2003.[13]
- La CNMC también puede multar a las empresas por incumplir el Reglamento europeo de Protección de Datos. Cinco Días, El País, 2023.